# Darköprü
Darköprü (türkisch für schmale Brücke) (kurd. Xurs) ist ein fast verlassenes kurdisches Dorf im Landkreis Kiğı in der türkischen Provinz Bingöl. Darköprü liegt am Südufer des Özlüce Stausees. Die Entfernung nach Kiğı beträgt 20 km.
1967 wurden 378 Einwohner gezählt. 1980 war die Bevölkerungszahl bereits auf 93 Menschen gesunken.  In den Jahren 1997 und 2000 war Darköprü unbewohnt. Im Jahre 2009 hatte der Ort 3 Einwohner.
Darköprü wurde bereits in osmanischen Dokumenten des 16. Jahrhunderts unter dem Namen Hurs als muslimisches Dorf geführt. Dieser Name ist auch im Grundbuch verzeichnet.